# Suvremena povijest
Suvremeno doba počinje, po nekima, početkom Prvog svjetskog rata (1914.) dok po drugima počinje pak krajem istog (1918.). Tada završava novi vijek i počinje doba u kojem se mi nalazimo. Suvremena povijest (njem. zeitgeschichte; engl. contemporary history; fr. époque contemporaine, rus. новейшее время), naziv kojim se opisuje posljednja velika epoha ljudske povijesti koja uključuje i sadašnjost. Zbog nastojanja da se održi tradicionalna trodioba pisane povijesti na stari, srednji i novi vijek, često se uključuje tek kao dio potonjeg. 
Ovisno o različitim okolnostima i ideološkim svjetonazorima, za određivanje početka suvremene povijesti koristi se niz različitih kriterija među kojima su najčešće:
- 1789. – Francuska revolucija; taj se datum najčešće koristi u Francuskoj, gdje je rani novi vijek istovjetan s novim vijekom;
- 1917. – Oktobarska revolucija; uglavnom se koristi u Rusiji; također se koristio u bivšim komunističkim državama (uključujući SFRJ), s obzirom na to da se izraz najnovije doba nastojao uskladiti s marksističkom doktrinom o socijalizmu kao najnovijoj društveno-ekonomskoj formaciji; s druge strane se koristio i u njemačkoj historiografiji s obzirom na to da je koincidirao s ulaskom SAD u Prvi svjetski rat koji je postavio temelje bipolarnog svijeta u drugoj polovici 20. stoljeća;
- 1945. – svršetak Drugog svjetskog rata; uglavnom se koristi u Aziji gdje označava kraj kolonijalnih imperija i stvaranje niza novih država, nešto rjeđe u Zapadnoj Europi s obzirom na to da označava početak razdoblja mira, prosperiteta i društvenog progresa
- 1989. – revolucije koje su označile pad komunizma u Europi, početak raspada SSSR-a i stvaranje niza novih nezavisnih država, odnosno globalnu hegemoniju SAD-a kao jedine svjetske supersile
- 2001. – napadi 11. rujna, koji su prema mišljenju nekih autora, označili početak kraja tzv. pax Americane i početak stvaranja tzv. multipolarnog svijeta.

Postoji i shvaćanje da se kriterij za određivanje suvremene povijesti ne može jasno fiksirati, a jedan od uvriježenih načina definiranja jest i razdoblje posljednjih 80 godina što je prosječna očekivana životna dob.